# Dobro upravljanje
Dobro upravljanje je pristup vladi koja je posvećena stvaranju sistema zasnovanog na pravdi i miru koji štiti ljudska prava i građanske slobode pojedinca. Dobro upravljanje je srce svakog uspešnog poslovanja. Od suštinske je važnosti za kompaniju ili organizaciju da ostvari svoje ciljeve i podstakne poboljšanje, kao i da održi pravni i etički stav u očima akcionara i šire zajednice.
U međunarodnom razvoju, dobro upravljanje je termin koji opisuje kako javne institucije vode javne poslove i upravljaju javnim resursima na željeni način. Pojam upravljanja može se primeniti na korporativnu, međunarodnu, nacionalnu, lokalnu upravu ili na interakcije između drugih sektora društva. Кoncept "dobrog upravljanja" se  pojavljuje i kao model za upoređivanje neefikasnih ekonomija ili političkih tela sa održivim razvojem i političkim telima. Кoncept se fokusira na odgovornost vlada i upravljačkih tela da zadovolje potrebe masa nasuprot odabranim grupama u društvu.

## Istorija
Кoncept "upravljanja" nije nov. Star je koliko i sama vlada. Aristotel je rekao: "Za grad je bolje da njime vladaju dobri ljudi, nego dobri zakoni.“ Oba termina su izvedena, iz starih francuskih reči. Кroz istoriju, ovaj termin se razvijao, kao i termin i shvatanje pojma vlade, a u 19. veku je postepeno postao marginalizovan. U narednih 100 godina teško da bi se koristio kao politički termin. Međutim, tokom ekonomskih reformi 1980-ih, posebno u uslovima globalizacije upotreba termina upravljanja postao je popularan. U međuvremenu, organizacije kao što su MMF, NVO, UN i njene agencije, Svetska banka i međunarodni mediji brzo su usvojile termin i koristile ga na razne načine. U novije vreme se prvi put pojavio koncept dobre uprave, sredinom 1980-ih, s naglaskom na poštovanje vladavine prava.

## Primena danas
Кoncept „upravljanja“ nije nov. Star je koliko i sama vlada. Aristotel je rekao: "Za grad je bolje da njime vladaju dobri ljudi, nego dobri zakoni.“ Oba termina su izvedena, iz starih francuskih reči. Кroz istoriju, ovaj termin se razvijao, kao i termin i shvatanje pojma vlade, a u 19. veku je postepeno postao marginalizovan. U narednih 100 godina teško da bi se koristio kao politički termin. Međutim, tokom ekonomskih reformi 1980-ih, posebno u uslovima globalizacije upotreba termina upravljanja postao je popularan. U međuvremenu, organizacije kao što su MMF, NVO, UN i njene agencije, Svetska banka i međunarodni mediji brzo su usvojile termin i koristile ga na razne načine. U novije vreme se prvi put pojavio koncept dobre uprave, sredinom 1980-ih, s naglaskom na poštovanje vladavine prava.

## Ključni principi upravljanja
Dobro upravljanje se oslanja na pet ključnih principa:
1. odgovornost,
2. transparentnost,
3. učešće građana,
4. efikasnost i
5. jednakost.

Ove principe primenjuju i Ujedinjene nacije.
Odgovornost podrazumeva pouzdanost i praksu polaganja računa institucija i organizacija civilnog društva pred građanima svoje lokalne zajednice. Uloge institucija u izvršnim i zakonodavnim procesima moraju biti jasnije. Svaka institucija mora da objasni i preuzme odgovornost za svoje poteze. Ovo načelo se zasniva na transparentnosti, a zajedničkom primenom oba načela otvara se prostor za učešće civilnog društva u kreiranju politika na lokalnom nivou. Načelo odgovornosti je jedno od osnovnih načela sadržanih u Beloj knjizi o upravljanju na evropskom nivou.
Transparentnost, kao jedno od osnovnih principa dobrog upravljanja, podrazumeva javnost u radu organa javne uprave. Građanima treba da bude omogućen uvid u rad javne uprave kao i raspoloživost instrumenata za praćenje procesa donošenja odluka. Takođe, građani treba da budu upoznati sa propisima koji su primenjeni u proceduri za ostvarivanje njihovih prava, na jasan i njima razumljiv način. Težnja nivou potpune transparentnosti u svom temelju ima opšte uverenje da je demokratija vladavina naroda i da su izabrani predstavnici privremeni vršitelji dužnosti donosioca odluka ali da imaju odgovornost prema građanima. Ovako definisana, ona od organa javne vlasti zahteva da građane ne drže u nejednakom položaju u odnosu na ostale donosioce odluka i da građanima, istovremeno kad i ostatku uprave, pruži informacije na uvid.
Participacija ili učešće građana podrazumeva aktivno i ravnopravno učešće civilnog društva na lokalnom nivou u radu svoje zajednice. Кroz učešće civilnog društva u odlučivanju postiže se saglasnost o međusobnom razumevanju oko najvažnijih izazova sa kojima se suočava lokalna zajednica. Кvalitet i delotvornost jedne politike zavisi od učešća svih zainteresovanih strana u odlučivanju (od njihovog kreiranja do sprovođenja). Ovako će se postići veće poverenje u krajnji rezultat i u institucije koje donose političke odluke. Učešće civilnog društva se postiže kroz prethodno poštovanje načela transparentnosti i odgovornosti.
Jednakost  zavisi od toga da li se svi članovi zajednice osećaju uključenim i osnaženim da poboljšaju ili održe svoje blagostanje, posebno oni pojedinci i grupe koje su najugroženije. Efikasnost se razvija kroz održivo korišćenje resursa kako bi se zadovoljile potrebe društva. Održivost se odnosi i na osiguravanje socijalnih investicija i očuvanje prirodnih resursa za buduće generacije.

## Primena i primeri u Srbiji
Prema Smernicama za uključivanje organizacija civilnog društva u proces donošenja propisa, kao preporukama zvanične Vlade Republike Srbije, prepoznaju se četiri nivoa učešća građana: informisanje (jednosmeran postupak informisanja građana); savetovanje (dvosmeran postupak zahtevanja i primanja informacija građana);  uključivanje (aktivno učešće građana u postupak izrade propisa);  partnerstvo (najviši nivo saradnje gde građani aktivno učestvuju u izradi, ali i primeni propisa).
Кao primer, treba uzeti u obzir sledeće: Trideset četiri lokalne samouprave sa jugoistoka i jugozapada Srbije su uz podršku Vlade Švajcarske i Evropske unije (EU) napravile važne korake na polju dobrog upravljanja kako bi bile uređenije, bolje regulisane, ravnopravnije, transparentnije uz više učešća i uključenosti građana i građanki u lokalnim zajednicama. Predstavljajući postignute rezultate navedeno je da je 13 opština kroz usvajanje ili reviziju 21 regulative sprovelo reforme lokalnog upravljanja koje između ostalog uključuju unapređenje transparentnosti, planiranja, odgovornog upravljanja ljudskim resursima, kao i javnom imovinom, dok je 16 infrastrukturnih projekata uspešno realizovano kroz usvajanje politika i propisa na lokalnom nivou. Tako su 22 opštine uspostavile institucionalni okvir, odnosno formirale stručne centre za dobro upravljanje, a 27 predstavnika i predstavnica lokalnih vlasti su prošli obuku o primeni pet principa dobrog upravljanja u praksi i tako postali trajni resurs za budući održivi razvoj.

### Otvorena pitanja
U knjizi Osporavanje 'dobre' vladavine, Eva Poluha i Mona Rosendahl se takmiče u standardima koji su zajednički zapadnoj demokratiji kao merama "dobrote" u vladi. Primenjujući političke antropološke metode, oni zaključuju da, iako vlade veruju da primenjuju koncepte dobrog upravljanja prilikom donošenja odluka, kulturne razlike mogu izazvati sukob s heterogenim standardima međunarodne zajednice.
Dodatni izvor kritika dobrog upravljanja je Vodič za dobro upravljanje inteligentne osobe koji je napisao Surendra Munshi. Munshijev rad je stvoren da bi "oživeo" dobro upravljanje. Mnogi pojedinci imaju tendenciju da se udaljavaju i da im je dosadno ideja o upravljanju, ili da nemaju pojma o čemu se zapravo radi. Treba prodiskutovati i o tome šta je svrha dobrog upravljanja i kako ona služi toj svrsi u našem društvu.
Dobro upravljanje treba analizirati i kroz različitost dinamike promena koje se dešavaju u komunikacionim sistemima i kao i njihov uticaj na upravljanje. Ovakav način razmišljanja kada se govori o tome kako vlada i politika u društvu funkcionišu, posebno sa stalnim promenama koje se dešavaju iz dana u dan, podstiče sagledavanje ove teme iz različitih perspektiva i time omogućava najbolju primenu iste.

## Spoljašnje veze
- Agere, Sam (2000). Promoting good governance. Commonwealth Secretariat.
- Deepali Singh, Nafees A. Ansari and Shaifali Singh (2009), The Indian Journal of Political Science.